# Baryzentrische Unterteilung
In der Mathematik ist baryzentrische Unterteilung ein Verfahren, um Simplizes (Dreiecke, Tetraeder …) in kleinere Simplizes zu zerlegen.

## Baryzentrum
Seien {\displaystyle u_{0},\ldots ,u_{n}\in \mathbb {R} ^{N}} Punkte in allgemeiner Lage. Für einen Punkt
{\displaystyle u=\sum _{j=1}^{n}\alpha _{j}u_{j}} mit {\displaystyle \sum _{j=0}^{n}\alpha _{j}=1}
werden die Zahlen {\displaystyle \alpha _{0},\ldots ,\alpha _{n}} als baryzentrische Koordinaten von {\displaystyle u} bezüglich {\displaystyle u_{0},\ldots ,u_{n}} bezeichnet. (Diese Zerlegung ist eindeutig, wenn die Punkte in allgemeiner Lage sind.)
Für einen {\displaystyle n}-Simplex mit Ecken {\displaystyle u_{0},\ldots ,u_{n}} bezeichnet man als Baryzentrum den Punkt
{\displaystyle b:={\frac {1}{n+1}}\sum _{j=0}^{n}u_{j}.}
In diesem Punkt sind also alle baryzentrischen Koordinaten gleich {\textstyle {\frac {1}{n+1}}}.
Zum Beispiel ist das Baryzentrum eines 0-Simplex das 0-Simplex selbst, das Baryzentrum eines 1-Simplex ist der Mittelpunkt der Strecke, das Baryzentrum eines 2-Simplex ist der Schnittpunkt der Seitenhalbierenden.

## Baryzentrische Unterteilung

Baryzentrische Unterteilung eines 3-Simplex

Vier iterierte baryzentrische Unterteilungen eines 2-Simples

Die baryzentrische Unterteilung von Simplizes wird wie folgt definiert. Die baryzentrische Unterteilung eines 0-Simplex ist das 0-Simplex selbst. Wenn die baryzentrische Unterteilung von (n-1)-Simplizes bereits definiert ist, definiert man die baryzentrische Unterteilung eines n-Simplizes als bestehend aus den n-Simplizes, die von dem Baryzentrum des n-Simplexes und den (n-1)-Simplizes in den baryzentrischen Unterteilungen der {\displaystyle n+1} Randflächen aufgespannt werden.
Die baryzentrische Unterteilung eines 1-Simplex besteht also aus den beiden 1-Simplizes, die vom Mittelpunkt und einem der beiden Eckpunkte der Strecke aufgespannt werden. Die baryzentrische Unterteilung eines 2-Simplex besteht aus den sechs 2-Simplizes, die vom Baryzentrum (dem Schwerpunkt des Dreiecks), einem Seitenmittelpunkt und einem benachbarten Eckpunkt aufgespannt werden.
Die baryzentrische Unterteilung eines n-Simplex besteht aus {\displaystyle (n+1)!} n-Simplizes. Der Durchmesser jedes dieser Simplizes ist höchstens {\textstyle {\frac {n}{n+1}}} mal der Durchmesser des ursprünglichen Simplex.
Als iterierte baryzentrische Unterteilung bezeichnet man die mehrmalige Anwendung der baryzentrischen Unterteilung auf einen Simplizialkomplex.

## Anwendungen in der Topologie
- Iterierte baryzentrische Unterteilung wird verwendet im Beweis des simplizialen Approximationssatzes und damit beim Beweis der Äquivalenz von simplizialer und singulärer Homologie.
- Für eine offene Überdeckung eines metrischen Raumes {\displaystyle X} und eine Homologieklasse {\displaystyle c\in H_{*}(X)} kann man mittels hinreichend häufiger baryzentrischer Unterteilung eines {\displaystyle c} repräsentierenden Zyklus beweisen, dass sich {\displaystyle c} repräsentieren lässt durch einen Zyklus, dessen Simplizes alle in (mindestens) einer der offenen Mengen der Überdeckung enthalten sind. Dies ist ein wesentlicher Schritt im Beweis des Ausschneidungssatzes und der Mayer-Vietoris-Sequenz.